# Панасюк, Виталий Леонидович
Виталий Леонидович Панасюк (род. 9 февраля 1980, Брест) — белорусский футболист, защитник и полузащитник.

## Биография
Воспитанник брестской СДЮШОР № 5, первый тренер — Евгений Степанович Троцюк. В 1996 году перешёл в минский РУОР и провёл четыре сезона в старшей команде училища во второй лиге (в 1996 году команда выступала под именем МПКЦ-96).
В 2000 году перешёл в БАТЭ, где провёл два сезона. Дебютный матч в высшей лиге сыграл в первом туре сезона-2000, 15 апреля против «Белшины». Серебряный (2000) и бронзовый (2001) призёр чемпионата Беларуси. Принимал участие в матчах еврокубков.
В 2002 году впервые перешёл в брестское «Динамо» и впоследствии несколько раз возвращался в клуб. Всего за 5 сезонов сыграл 88 матчей в брестской команде. Обладатель Кубка Беларуси 2006/07. В промежутках играл за «Белшину» и за клуб первой лиги «Гранит» (Микашевичи). В 2009 году перешёл в «Витебск», в его составе отыграл два сезона в высшей лиге.
С 2011 года играл за белорусские клубы первой лиги — снова за «Гранит», а также за «Сморгонь» и «Кобрин». Часть сезона 2012 года провёл в высшей лиге Узбекистана в составе «Навбахора». В «Кобрине» был капитаном команды, с этим клубом в 2014 году поднялся из второй лиги в первую, а в 2015 году вылетел обратно, после чего завершил профессиональную карьеру.
Всего в высшей лиге Беларуси сыграл 194 матча, забил 5 голов.
Выступал за молодёжную сборную Беларуси.
В конце 2010-х годов играл за команды чемпионата г. Бреста по мини-футболу.

## Достижения
- Обладатель Кубка Беларуси: 2006/07
- Серебряный призёр чемпионата Беларуси: 2000
- Бронзовый призёр чемпионата Беларуси: 2001